# Асікур Рахуман
Асікур Рахуман Мохамед Алаведін або просто Субаш Мадушан (нар. 31 грудня 1993) — ланкіський футболіст, захисник ланкійського клубу «Пеліканс».

## Клубна кар'єра
З 2014 по 2018 рік виступав у клубі «Пеліканс» з Прем'єр-ліги Шрі-Ланки. 1 грудня 2018 року виїхав до Індії, де підписав контракт з клубом другого дивізіону «Лонестар К».

## Кар'єра в збірній
З 2014 року викликається до складу національної збірної Шрі-Ланки.

### Голи за збірну
Рахунок та результат збірної Шрі-Ланки знаходиться на першому місці.
| Гол | Дата             | Місце                                   | Суперник | Рахунок | Результат | Змагання                    |
| --- | ---------------- | --------------------------------------- | -------- | ------- | --------- | --------------------------- |
| 1.  | 3 листопада 2016 | Саравак Стейт Стедіум, Кучинг, Малайзія | Лаос     | 1–2     | 1–2       | Кубок Солідарності АФК 2016 |